# Psicosis 24 horas
Psicosis 24 horas es una película hecha y producida por el artista británico Douglas Gordon en 1993. La película consiste totalmente en Psicosis de Alfred Hitchcock ralentizada a dos imágenes por segundo en lugar de las 24 usuales. Como resultado de ello, su duración es exactamente 24 horas en lugar de los 109 minutos originales. La película fue un importante trabajo en la carrera inicial de Gordon como artista, introduciendo temas comunes a su trabajo tales como "reconocimiento y repetición, tempo y memoria, complicidad y duplicidad, autoría y autenticidad, oscuridad y luz." Gordon mostraba la película a los espectadores interesados en su propia habitación. Preguntado sobre si alguien había permanecido durante toda la duración de la película, contestó que el crítico de arte Stuart Morgan lo hizo una vez.

## Cultura popular
Psicosis 24 horas aparece preeminentemente en el libro de Don DeLillo Point Omega (2010).